# 하동 쌍계사 팔영루
하동 쌍계사 팔영루(河東 雙磎寺 八詠樓)는 경상남도 하동군 화개면 운수리에 있는 건축물이다.
1983년 7월 20일 경상남도의 문화재자료 제74호 팔영루로 지정되었다가, 2018년 12월 20일 현재의 명칭으로 변경되었다.

## 개요
쌍계사는 통일신라 성덕왕 22년(723)에 삼법화상이 '옥천사'라 하여 세운 절로 그 뒤 정강왕 때 '쌍계사'라 바꾸었다. 절 경내에는 대웅전, 설선당, 팔영루, 고승당 등의 많은 건물들이 있다.
팔영루는 통일신라 문성왕 2년(840)에 진감선사가 세웠고 조선 인조 19년(1641)과 1978년에 보수를 하였다. 이곳은 우리 민족에 맞는 불교음악(범패)을 만든 곳으로 훌륭한 불교 음악의 명인을 많이 배출하였다. 또한 진감선사가 섬진강에 뛰노는 물고기를 보고 팔음률로서 ‘어산(魚山)’이란 불교 음악을 작곡하였다고 하여 팔영루라 한다.

## 참고 문헌
- 하동 쌍계사 팔영루 - 국가유산청 국가유산포털